# Акай Кусюмов
Акай Кусюмов (Кучумов, баш. Аҡай Күсем улы) — башкирский феодал Тамьянской волости Ногайской дороги Уфимского уезда, деревни Кусюмовой, один из предводителей Башкирского восстания 1735—1740 годов.

## Биография
Происходил из башкир Тамьянской волости Ногайской дороги  деревни Кусюмовой. Сын Кусюма Тюлекеева. Жил в Тамьянской вол. Казанской дороги, в Енейской вол. той же дороги (на основе припуска). Предки Акая участвовали в башкирских восстаниях: дед — Тюлекей-батыр участвовал в Сеитовском бунте, отец Кусюм Тюлекеев — в Алдаровщине. Вот что он говорил об этом на допросе в 1737 году:
«Дед ево и отец, Кусюм Тюлекеев, старинные башкирцы Уфинского уезду. И в прошлых годех дед ево в бунт Сеитовской был согласником, и за то в Уфинском уезде по Казанской дороге повешен, а отец ево Кусюм, в бунте был Алдаровском и после того бунту умре в доме своем.»
В феврале 1730 года принимал участие в составлении договора о припуске башкир Тамьянской волости Ногайской дороги на вотчинные земли Енейской волости Казанской дороги. На карте Уфимского наместничества 1791 года, на юго-востоке Мензелинского уезда Оренбургской губернии на левом берегу реке Ик (напротив села Нагайбаково) была отмечена деревня Акаевская.
После прибытия Оренбургской экспедиции в Уфу обеспокоенные башкиры, по свидетельству П. И. Рычкова, организовали несколько йыйынов в Азиевой мечети и пришли к выводу, что необходимо помешать основанию нового города на реке Орь, на границе Башкирии и Младшего Жуза, и другим мероприятиям имперских властей. В мае 1735 года состоялся очередной съезд башкир, подтвердивший о сопротивлении мероприятиям экспедиции во главе статского советника И. К. Кирилова. Этот съезд подтвердил прежнее решение о сопротивлении мероприятиям экспедиции. Во всех даругах Уфимского уезда началось формирование повстанческих сил. Подготовкой восстания на Казанской дороге руководил Акай Кусюмов.

В конце мая — начале июня 1735 года собравшиеся под Уфой представители всех четырех дорог во главе с Акаем Кусюмовым и Кильмяком Нурушевым направили двух своих послов в Уфу, к Кирилову с письмом, где сказано, что они приехали для «слушания указу» как и прение времена. Но вместо встречи с представителями башкирских волостей и разъяснения новой политики правительства в крае, послы были избиты и посажены в тюрьму. После этого башкиры вновь послали двух своих людей к Кирилову просить паспорт для поездки в Санкт-Петербург с челобитной к императрице Анне Ивановне, но посланцев ожидал ещё более суровый прием: одного посла до смерти высек кнутом А. И. Тевкелев, а другого полуживого бросили в тюрьму. Отрывок из допроса Акая:
«Потом приехали на Чесноковку под деревню Алшееву, всего с 500 человек. Куда ещё присланы были к ним с Уфы от Тевкелева башкирцы Кадрясь Муллакаев, Аиткул Юлумбетев сказать, чего ради скопом едут в Уфу. Которым они объявили, что прежде у них так бывало и ныне таким же образом хотят слушать указ. И по отъезде их послали от себя двух человек башкирцов в Уфу, а кого имяны не знает, к полковнику Тевкелеву с таким объявлением: ежели кто об них противное сказал, тех бы не слушал, а они едут для слушания указу. И оные посланные к ним не возвратились, а слышали, что умерщвлены. И для того, убоясь, они выбрали между собою Умера Тохтарова с ызветом в город ехать и искать взять пашпорт, с которым бы мог кто от них проехать ко двору е.и.в. для челобитья, что вышеписанных посланных их в Уфе запытали»
Башкиры Казанской дороги под предводительством Акая Кусюмова, Гумера Тохтарова, Тихана Кушкаева, Султанмурата Дюскеева осаждали Мензелинск, Новошешминск, Заинск, Кичуевск, а во второй половине сентября крупные силы восставших во главе с Кильмяком и Акаем сосредоточились около Уфы для нападения. Но вскоре они, узнав о движении Кирилова с основными силами из Орска в сторону Уфы, пошли к нему навстречу. В начале октября 1735 года они в бассейне реки Ашкадар напали на Кирилова.
Генерал А. И. Румянцев обратился к восставшим пригласил лично явиться в его ставку для переговоров Акая Кусюмова, Кильмяка Нурушева и Юсупа Арыкова, обещая рассмотреть их челобитные. Акай Кусюмов по призыву генерала явился в его команду в марте 1736 года и тут же был арестован.
Бригадир М. С. Хрущев, сменивший генерала Румянцева на посту начальника Башкирской комиссии, приказал изготовить каменные столпы в Мензелинске, чтобы посадить на кол Акая, Юсупа и Кильмяка. Но в связи со спешным перемещением на другое место службы он не успел совершить намеченную казнь.
3 февраля 1739 года генерал Л. Я. Соймонов отправил Акая Кусюмова вместе с другими предводителями восстания отправили в Москву, а затем — в Санкт-Петербург. Его дальнейшая судьба неизвестна.

## Память
Акаю Кусюмову посвящено башкирское народное предание «Акай-батыр» (баш. «Аҡай батыр»).

## Примечание
1. ↑  Вожди восстаний XVII—XVIII вв. из башкир Казанской дороги. Дата обращения: 3 декабря 2012. Архивировано 4 марта 2016 года.
2. ↑  Асфандияров А. З. Аулы мензелинских башкир. — Уфа: Китап, 2009. — С. 559. — 600 с. — ISBN 978-5-295-04952-1.
3. ↑  Акай Кусюмов (недоступная ссылка)
4. ↑  Допросные речи одного из главных руководителей восстания 1735—1736 гг. Акая Кусюмова. Дата обращения: 3 декабря 2012. Архивировано 28 октября 2012 года.